# 科爾代爾 (內華達州)
科爾代爾（英語：Coaldale）是位於美國內華達州埃斯梅拉達縣的鬼鎮。

## 歷史
科爾代爾的郵局於1904年設立，其後於1908年停運。

## 地理
科爾代爾所處的海拔為高於海平面1421米（即4662英呎），而該地所採用的時區為UTC-8，即太平洋时区（PST）。同時該地設有夏令時間，為UTC-8調快一小時，即UTC-7（PDT）。